# Peugeot RCZ
El Peugeot RCZ es un  automóvil deportivo producido por el fabricante francés Peugeot. Este coche fue presentado oficialmente en el Salón de Frankfurt del 2009. También hay una versión deportiva llamada Peugeot RCZ Racer.
El RCZ ganó cinco veces consecutivas el premio al mejor coche deportivo, entregado por la revista Diesel Car, ganador tres veces consecutivas del premio al mejor cupé de la revista Auto Express y sus lectores lo eligieron como el coche con mejor diseño de 2010, por el cual también ganó el premio "Best of the Best" de Red Dot, fue premiado como el mejor cupé del año 2010 por Top Gear.

## Historia
El RCZ es el único (Aparte de los vehículos industriales) de la marca Peugeot que no utilizaba una numeración con un cero o un doble cero al centro. 
El Peugeot RCZ ganó el premio al coche más bonito por su diseño en el año 2009 en el Festival Internacional del Automóvil.
A finales del año 2009, entre los meses de octubre y diciembre, se comercializó por Internet una serie especial de 200 ejemplares del RCZ, que se vendieron en esos meses por toda Europa. 
En 2013, el RCZ presentó un Restyling en el Salón del Automóvil de París.
Presentado oficialmente en el Salón de Frankfurt en 2009. Con una longitud de 4287 mm, un ancho de 1845 mm y una altura de 1359 mm. Tiene tres versiones de motorizacion, dos de gasolina y una de diesel.
En 2013 el modelo recibe una actualización con un rediseño. La primera generación (anterior al rediseño del año 2013) el diseño frontal era muy similar al Peugeot 207, con la diferencia de la parrilla modificada.   

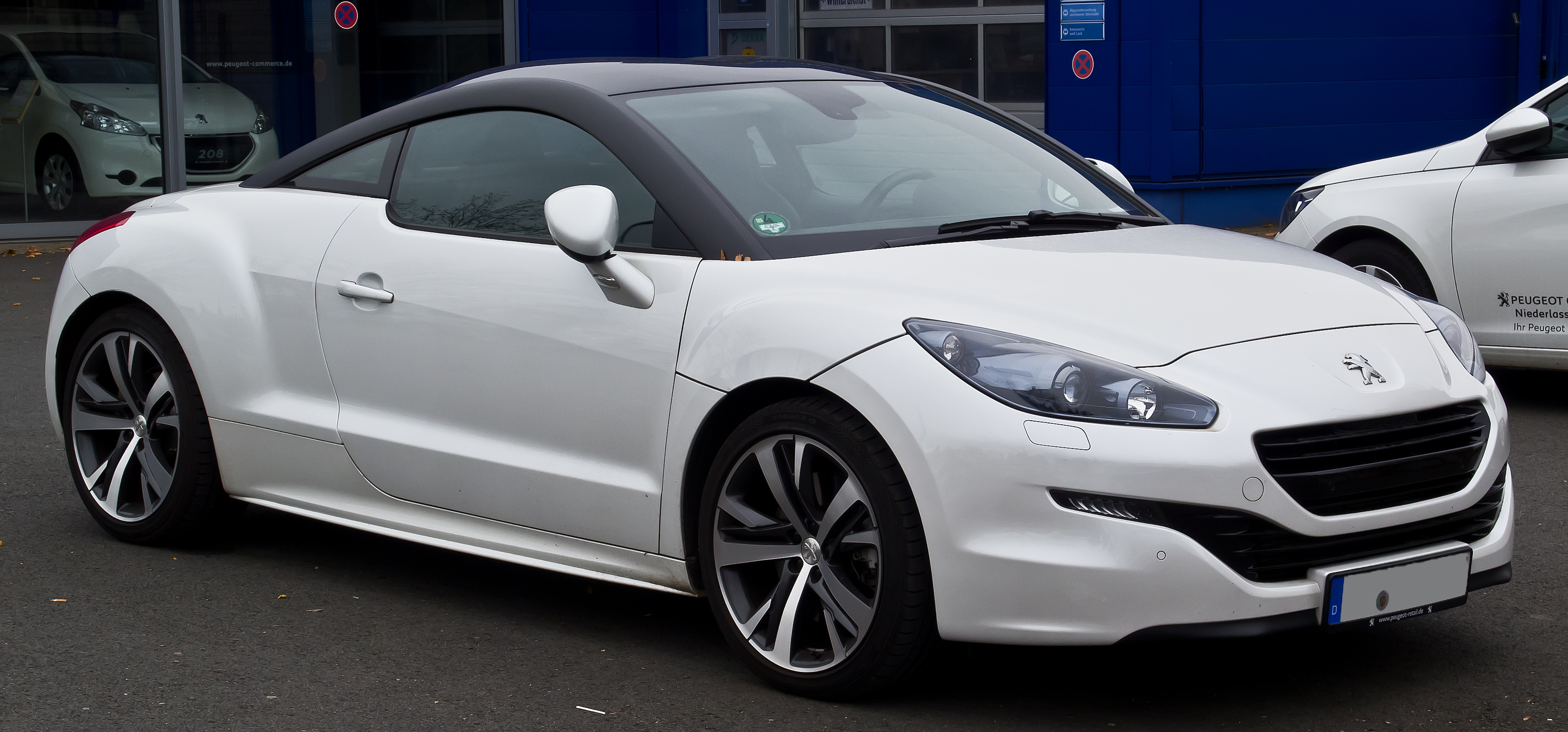
Frontal nuevo diseño 2013.

## Equipamiento
El Peugeot RCZ existe en 8 colores: 5 modelos de llantas y 3 modelos de arcos de aluminio.

### Packs

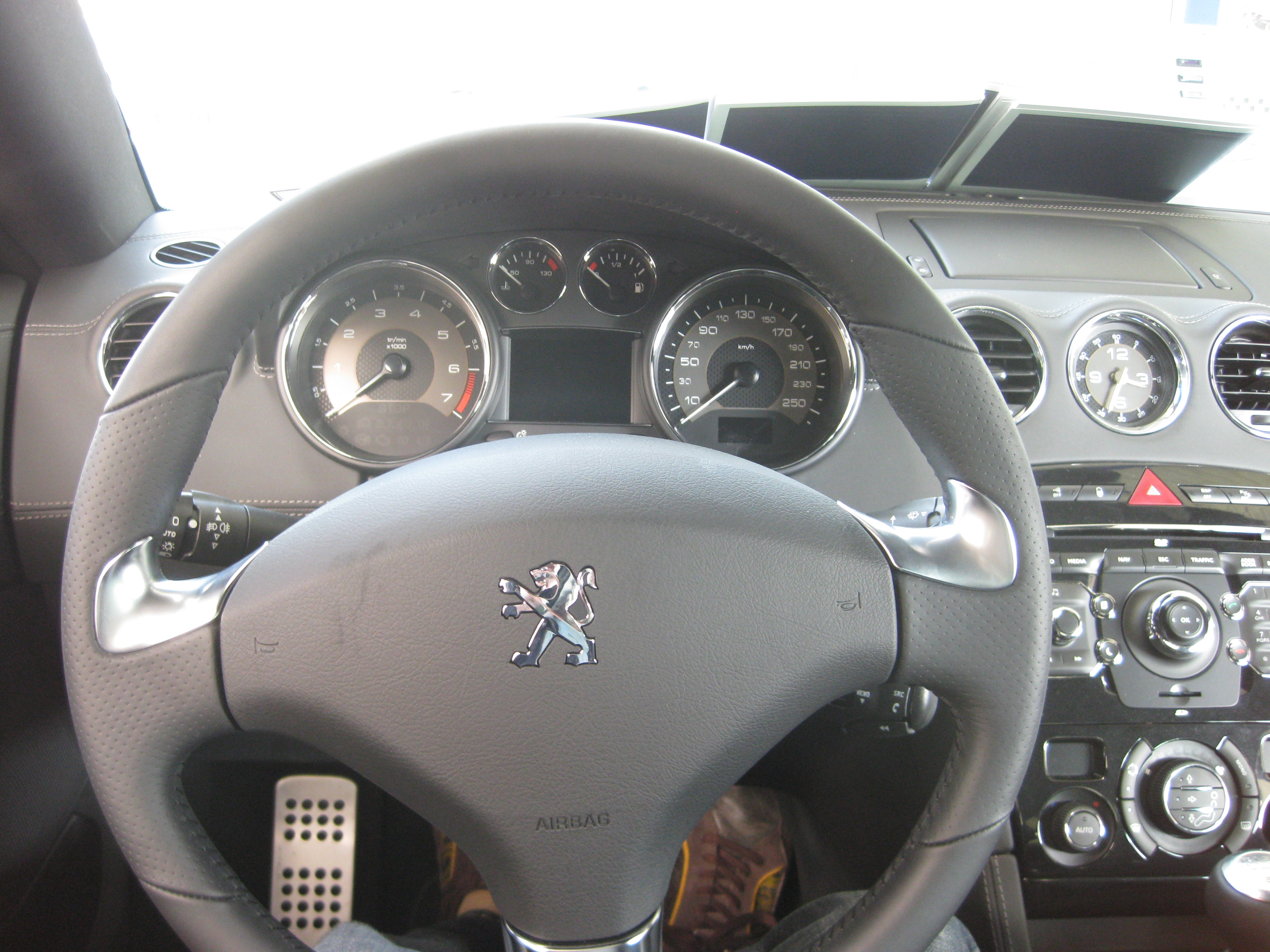
Interior del coche.

- “Pack Confort”: encendido automático del limpiaparabrisas,(sensor de lluvia)retrovisores exteriores-Eléctricos antiempañamiento, con función parking(abatibles), sensores de aparcamiento delantero y trasero, retrovisor interior fotosensible, ABS,6 Airbags, EBD.En 2011 existió una versión del RCZ con Transmisión Tiptronic(Automático-Secuencial)de 6 velocidades.
- “Pack Cuero”: asientos con calefacción, reglaje lumbar eléctrico y tapizados en cuero Nappa.
- "Pack Premium": comprende el Pack Cuero, el Pack Confort, asientos con calefacción y reglaje eléctrico y alfombrillas especiales.
- “Pack Cuero Integral”: comprende el Pack premium, revestimiento de cuero en el salpicadero y piel en las puertas.
- “Pack Sport”: volante de diámetro inferior, palanca de cambios manuales de 6 velocidades más corta y Sound System Audio JBL con CD-MP3 y entrada para USB-Bluetooh-[1]
- “Pack Visión”: comprende el Pack Confort, faros de xenón direccionales y control-Detector de presión para los neumáticos.

### Peugeot RCZ R
El Peugeot RCZ R, fue presentado oficialmente el 12 de julio de 2013 en el festival de Goodwood; fue la versión más rápida del RCZ hasta la fecha, y también es el modelo de calle y de producción más rápido y potente en la historia de Peugeot. 270 CV lo equipan, pero también el RCZ R es uno de los coches de calle que tiene mayor relación entre potencia y cilindrada (168.75cv por cada 1000cm3). Emite 155 g/km de CO2.

## Motorizaciones
El Peugeot RCZ existe en cuatro motorizaciones, tres gasolina (1.6 R 270, 1.6 THP 200 y 1.6 THP 156) y una diesel (2.0 HDI 163).

### Comparativa
| Denominación comercial   | 1.6 THP 156 cv            | 1.6 THP 200 cv            | 2.0 HDi 163 cv            |
| ------------------------ | ------------------------- | ------------------------- | ------------------------- |
| Caja de cambios          | Manual 6 marchas          | Manual 6 marchas          | Manual 6 marchas          |
| Posición/Ruedas motrices | Delante/Delante           | Delante/Delante           | Delante/Delante           |
| Cilindros / Válvulas     | 4 cilindros / 16 válvulas | 4 cilindros / 16 válvulas | 4 cilindros / 16 válvulas |
| Carburante               | Gasolina                  | Gasolina                  | Diesel                    |
| Cilindrada               | 1598 cm³                  | 1598 cm³                  | 1997 cm³                  |
| Potencia máxima (Cv)     | 156                       | 200                       | 163                       |
| Peso (kg)                | 1319                      | 1297                      | 1370                      |
| Emisión de CO2           | 155 g/km                  | 159 g/km                  | 139 g/km                  |
| Consumo Mixto            | 6,7 l/100 km              | 6,7 l/100 km              | 5,3 l/100 km              |

### Prestaciones
| - 1.6 THP 156 cv - Velocidad máxima: 215 km/h - 0-100 km/h : 8,3 s - 80 à 120 en 5 : 7,8 s | - 1.6 THP 200 cv - Velocidad máxima: 241 km/h - 0-100 km/h : 6,8 s - 80 à 120 en 5 : 7 s | - 2.0 HDi 163 cv - Velocidad máxima: 220 km/h - 0-100 km/h : 8,3 s - 80 à 120 en 5 : 7,8 s |

### Neumáticos
| - 1.6 THP 156 cv - 235 40 R19 96 W - 235 45 R18 98 W - Presión Delante/Detrás: 2,3/2 | - 1.6 THP 200 cv - 235 40 R19 96 W - 235 45 R18 98 W - Presión Delante/Detrás: -/- | - 2.0 HDi 163 cv - 235 40 R19 96 W - 235 45 R18 98 W - Presión Delante/Detrás: -/- |

## Apariciones en otros medios

### Películas
| Película             | Año  |
| -------------------- | ---- |
| Tres días para matar | 2014 |
| Focus                | 2015 |

### Programas
| Programa   | Año  |
| ---------- | ---- |
| Fifth Gear | 2010 |
| Top Gear   | 2011 |

### Videojuegos
| Videojuego          | Plataformas         |
| ------------------- | ------------------- |
| Forza Motorsport 3  | Xbox 360            |
| Forza Motorsport 4  | Xbox 360            |
| Gran Turismo 6      | PlayStation 3       |
| Gran Turismo Sport  | PlayStation 4       |
| Gran Turismo 7      | PlayStation 4 y PS5 |
| Asphalt 8: Airborne | Android, iOS        |
| Assoluto Racing     | Android, iOS        |